# Університет італійської Швейцарії
Університет італійської Швейцарії (УІШ; італ. Università della Svizzera Italiana (USI)), рідше Університет Лугано (англ. University of Lugano) — державний університет Швейцарії, розташований в місті Лугано. Заснований 1995 року, це єдиний швейцарський університет, де викладання здійснюється італійською мовою.

## Історія
Заснований в 1996 році Університет італійської Швейцарії є визнаним міждисциплінарним і багатомовним університетом з чотирма факультетами. Його порівняно невеликі розміри і якісна інфраструктура полегшують взаємодію викладачів і студентів, створюючи ідеальні умови для навчання і досліджень в обох університетських містечках: Лугано і Мендрізіо.
Офіційною мовою є італійська, але англійська, друга робоча мова, використовується на багатьох магістерських програмах, в аспірантурі і на курсах професійних магістрів. Німецька та французька мови також використовуються як робочі мови на кількох фахових курсах.
УІШ був одним з перших швейцарських університетів, що прийняв нову європейську університетську систему. За допомогою навчальних і дослідницьких угод або партнерських відносин з іншими швейцарськими університетами і з великими університетами в Північній Італії, УІШ став академічним мостом між Північною та Південною Європою, що дозволяє тісну взаємодію університетських магістерських курсів, транскордонні докторські школи, і науково-дослідні проєкти, зокрема з Політехнічним університетом Мілану і Федеральною вищою технічною школою Цюриху.

## Структура

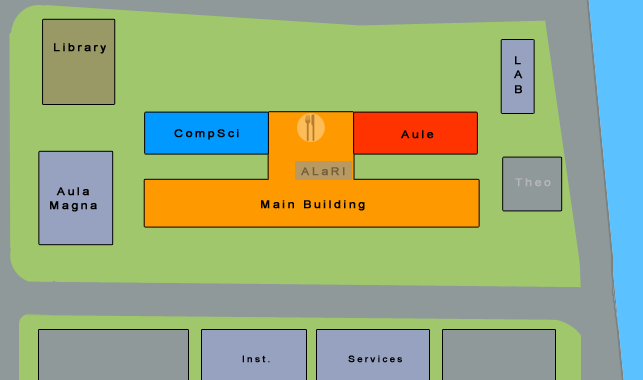
Мапа університету

Університет італійської Швейцарії має чотири факультети: Академія архітектури (кампус Мендрізіо), Комп'ютерних наук, Комунікаційних наук та економічних наук (кампус Лугано).
Університет надає можливість навчатися на різноманітних міждисциплінарних програмах, наприклад, міжнародний туризм, фінансові зв'язки та ін.
Також в університеті є 31 інститут і лабораторій, 21 магістерська програма, 6 аспірантські школи, 7 виконавчих магістерських програм.